# Agnita
Agnita (în germană Agnetheln, în maghiară Szentágota, în traducere „Sfânta Agata”, alternativ Szászágota, „Agata Săsească”, colocvial Ágota) este un oraș în județul Sibiu, Transilvania, România, format din localitățile componente Agnita (reședința), Coveș și Ruja.

## Istoric

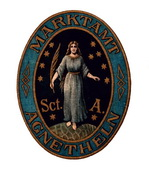
Stema veche a Agnitei

Agnita, pomenită pentru prima oară într-un document de la 1280, este un târg cu tradiție meșteșugărească, renumit prin breslele săsești de altădată ale tăbăcarilor, cizmarilor, croitorilor, dogarilor și olarilor, având economie semi-rurală.
La Agnita se află una din cele mai vechi fortificații săsești din Transilvania. Inițiată în secolul al XIII-lea, ea a fost amplificată succesiv, ajungând să aibă, în secolul al XVII-lea, trei incinte întărite cu turnuri. În centrul cetății se află o biserică-hală evanghelică cu trei nave (navele laterale cu tribune) și turn vestic (sec. XV, în preajma anului 1409).) La rândul ei fortificată, biserica a suferit numeroase transformări. Cele patru turnuri ale bisericii fortificate – ale pantofarilor, croitorilor, fierarilor și dogarilor –, demonstrează forța economică a acestor bresle, ca și faptul că aveau încredințate spre apărare acele porțiuni de zid în caz de conflict armat.
Muzeul orășenesc fondat de Erhard Andrée în perioada stalinismului, dispune de un important fond de artă medievală (lăzi gotice, elemente de arhitectură, sculpturi, ceramică etc).
Regele Ungariei Ludovic de Anjou conferise Agnitei (villam nostram Zenthagata), încă din 1376, dreptul de a ține târg anual în ziua de 24 iunie (Nașterea Sfântului Ioan Botezătorul). Ulterior, acest drept se lărgea pentru alte două târguri.
În 1466 regele a acordat localității Agnita dreptul de „ius gladii”, adică dreptul de a pronunța și a executa sentințe de moarte. În același an localității i s-a acordat dreptul de a menține în localitate jumătate din contingentul de trupe regale, pentru apărarea proprie, în scopul ca biserica-cetate să nu cadă în mâini străine, având în vedere că frontiera spre Valahia era aproape.
În 1945 populația săsească a căzut victimă deportărilor în Uniunea Sovietică. În 1948 populația a pierdut o mare parte a averii în urma legii naționalizării, ale cărei urmări se resimt până astăzi. 
Până în 1950, când a fost declarată oraș, Agnita a fost o comună cu târg (Marktgemeinde).
Până în 1992, populația săsească (germană) a emigrat în Germania și mai puțin în Austria ca urmare a presiunilor de asimilare continue. După 1990, majoritatea locurilor de munca in Agnita la cele 3 fabrici mari FIPA, IMIX si 9.Mai au dispărut din cauza lichidării acestora. 
Calea ferată cu ecartament îngust Sibiu-Agnita este pe lista monumentelor istorice din România. Construcția ei s-a efectuat pe vremea imperiului austriac și regatul maghiar. A fost în funcțiune pe ruta Agnita-Sibiu până în anul 2002.

## Demografie
Componența etnică a orașului Agnita
     Români (81,03%)
     Maghiari (1,82%)
     Alte etnii (1,3%)
     Necunoscută (15,85%)
Componența confesională a orașului Agnita
     Ortodocși (79,35%)
     Reformați (1,04%)
     Alte religii (3,11%)
     Necunoscută (16,5%)
Conform recensământului efectuat în 2021, populația orașului Agnita se ridică la 7.564 de locuitori, în scădere față de recensământul anterior din 2011, când fuseseră înregistrați 8.732 de locuitori. Majoritatea locuitorilor sunt români (81,03%), cu o minoritate de maghiari (1,82%), iar pentru 15,85% nu se cunoaște apartenența etnică. Din punct de vedere confesional, majoritatea locuitorilor sunt ortodocși (79,35%), cu o minoritate de reformați (1,04%), iar pentru 16,5% nu se cunoaște apartenența confesională.
La recensământul din 1930 au fost înregistrați 4.443 locuitori, dintre care 2.659 germani (59,8%), 1.535 români (34,5%) și 234 maghiari (5,26%). Sub aspect confesional populația era alcătuită din 2.606 evanghelici luterani (58,6%), 1.513 ortodocși (34,5%), 147 reformați (3,3%), 137 romano-catolici (3%) ș.a.
|  | Graficele sunt indisponibile din cauza unor probleme tehnice. Mai multe informații se găsesc la Phabricator și la wiki-ul MediaWiki. |

Date: Recensăminte sau birourile de statistică - grafică realizată de Wikipedia

## Politică și administrație
Orașul Agnita este administrat de un primar și un consiliu local compus din 17 consilieri. Primarul, Alin-Ciprian Schiau-Gull[*], de la Partidul Național Liberal, este în funcție din octombrie 2020. Începând cu alegerile locale din 2024, consiliul local are următoarea componență pe partide politice:
|  | Partid                          | Consilieri | Componența Consiliului | Componența Consiliului | Componența Consiliului | Componența Consiliului | Componența Consiliului | Componența Consiliului | Componența Consiliului | Componența Consiliului | Componența Consiliului | Componența Consiliului | Componența Consiliului |
|  | ------------------------------- | ---------- | ---------------------- | ---------------------- | ---------------------- | ---------------------- | ---------------------- | ---------------------- | ---------------------- | ---------------------- | ---------------------- | ---------------------- | ---------------------- |
|  | Partidul Național Liberal       | 11         |                        |                        |                        |                        |                        |                        |                        |                        |                        |                        |                        |
|  | Partidul Social Democrat        | 2          |                        |                        |                        |                        |                        |                        |                        |                        |                        |                        |                        |
|  | Alianța pentru Unirea Românilor | 2          |                        |                        |                        |                        |                        |                        |                        |                        |                        |                        |                        |
|  | Anghel Bogdan-Gheorghe          | 1          |                        |                        |                        |                        |                        |                        |                        |                        |                        |                        |                        |
|  | Cioca Ioan                      | 1          |                        |                        |                        |                        |                        |                        |                        |                        |                        |                        |                        |

## Primarii orașului
- 1996[12] - 2000 - Florița Emil, Independent
- 2000[13] - 2004 - Rotar Laurențiu-Ioan, de la APR
- 2004[14] - 2008 - Curcean Marius-Radu, de la Acțiunea Populară
- 2008[15] - 2012 - Curcean Marius Radu, de la PDL
- 2012[16] - 2016 - Dragoman Ioan, de la USL
- 2016[17] - 2020 - Dragoman Ioan, de la PSD
- 2020[18] - 2024 - Șchiau Gull Alin Ciprian, de la PNL

## Monumente
Biserica Evanghelică Fortificată din Agnita
Biserica fortificată din Agnita, construită în secolul al 13-lea, prezintă un amestec de elemente arhitecturale romanice și gotice. A suferit renovări semnificative de-a lungul secolelor, inclusiv adăugarea de structuri defensive. Biserica este remarcabilă pentru altarul său baroc din 1650 și pentru o orgă construită de Karl Schneider.
Muzeul Istoriei - Valea Hatârbaciu

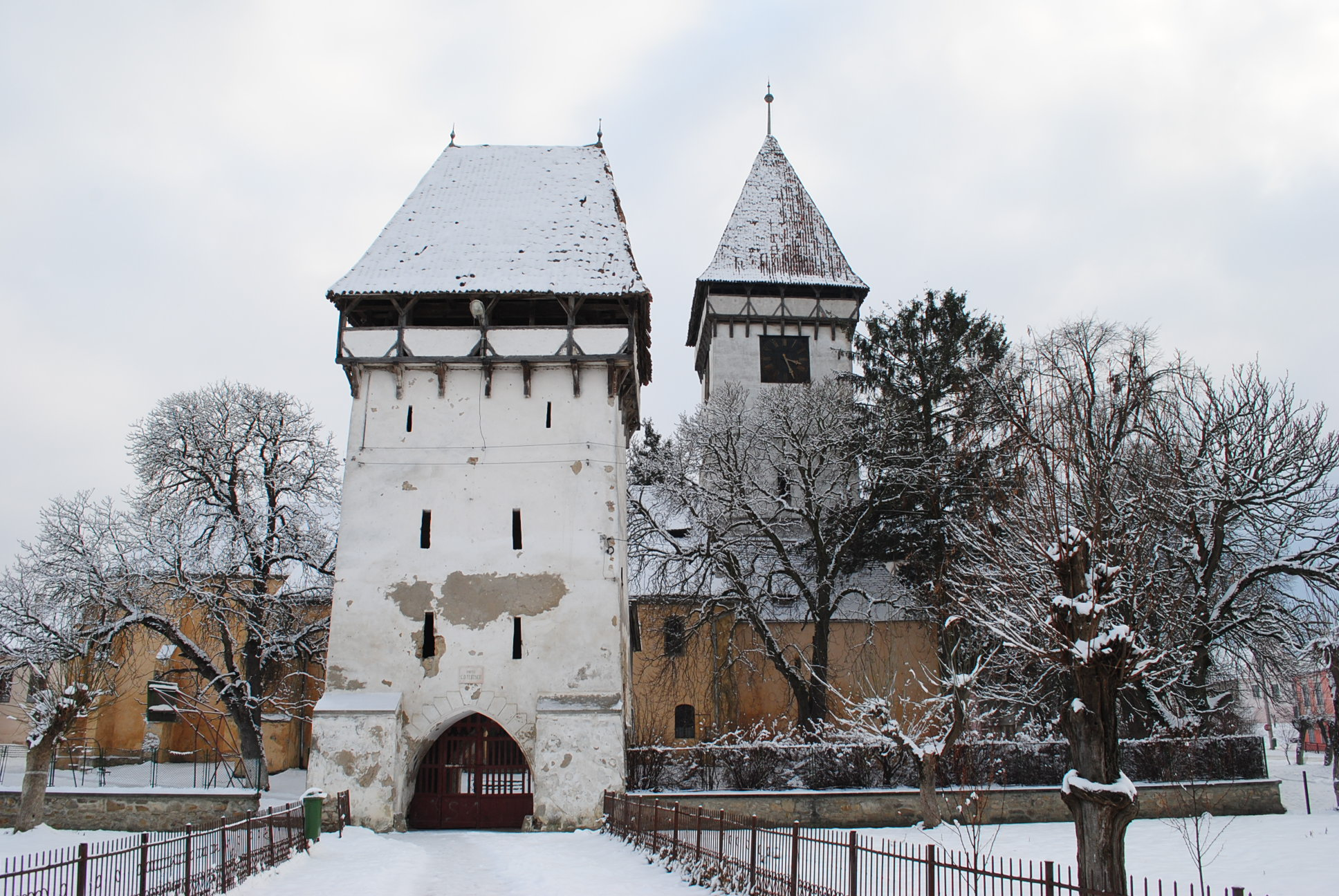
Biserica fortificată din Agnita

Muzeul de Istorie din Agnita, situat pe strada 1 Decembrie, prezintă patrimoniul etnografic al Văii Hârtibaciului. Muzeul pune în valoare viața de zi cu zi a românilor, sașilor și maghiarilor din zonă. Colecția sa diversă include peste 5000 de articole, care acoperă etnografie, arheologie, istorie și arte decorative, cu o expoziție unică dedicată evenimentului tradițional, Fuga Lolelor.

### Biserica fortificată din Ruja
Biserica fortificată din Ruja este un ansamblu din Ruja. Este format din două monumente: Biserica Evanghelică fortificată și incinta fortificată. Este principala mândrie al satului.

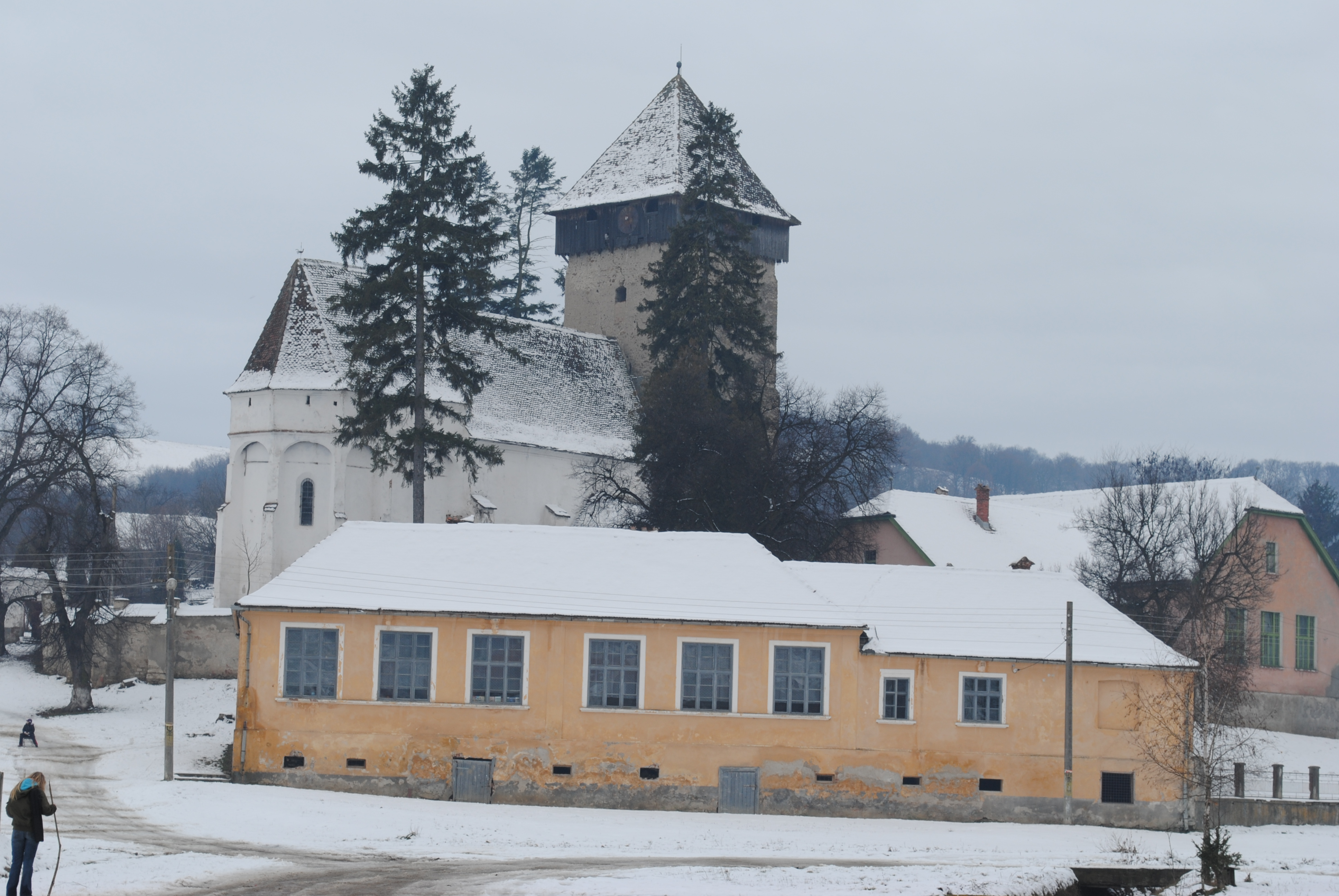
Biserica fortificată din Ruja

## Personalități
- Georg Daniel Teutsch (1817–1893), episcop evanghelic, istoric și politician
- Franz Friedrich Fronius (1829–1886), pastor evanghelic, profesor, biolog și etnolog
- Christian Friedrich Maurer (1847–1902), istoric și dramaturg
- Trude Schullerus (1889–1981), pictoriță
- Erhardt Andree (1911–1972), istoric
- Otto Tellmann (1927-2013), handbalist, laureat cu aur la Campionatul Mondial din 1961
- Ioan Gyuri Pascu (1961-2016), muzician și actor
- Elena Cârstea (n. 1962), solistă de muzică pop și compozitoare
- Bernd Fabritius (n. 1965), deputat în Bundestag din partea CSU (din 2013)
- Ioan Suciu (n. 1948), scriitor

## Transportul public
Transportul local este asigurat de o linie de autobuz care face legătura și cu localitățile componente - Ruja și Coveș.
La Agnita se poate ajunge cu autobuzul dinspre Făgăraș, Sighișoara, Mediaș și Sibiu.
Până în anul 1965 Agnita a fost legată feroviar de Sighișoara și Sibiu, iar până în anul 2001 numai de Sibiu, prin calea ferată îngustă Sibiu-Agnita-Sighișoara.

## Imagini

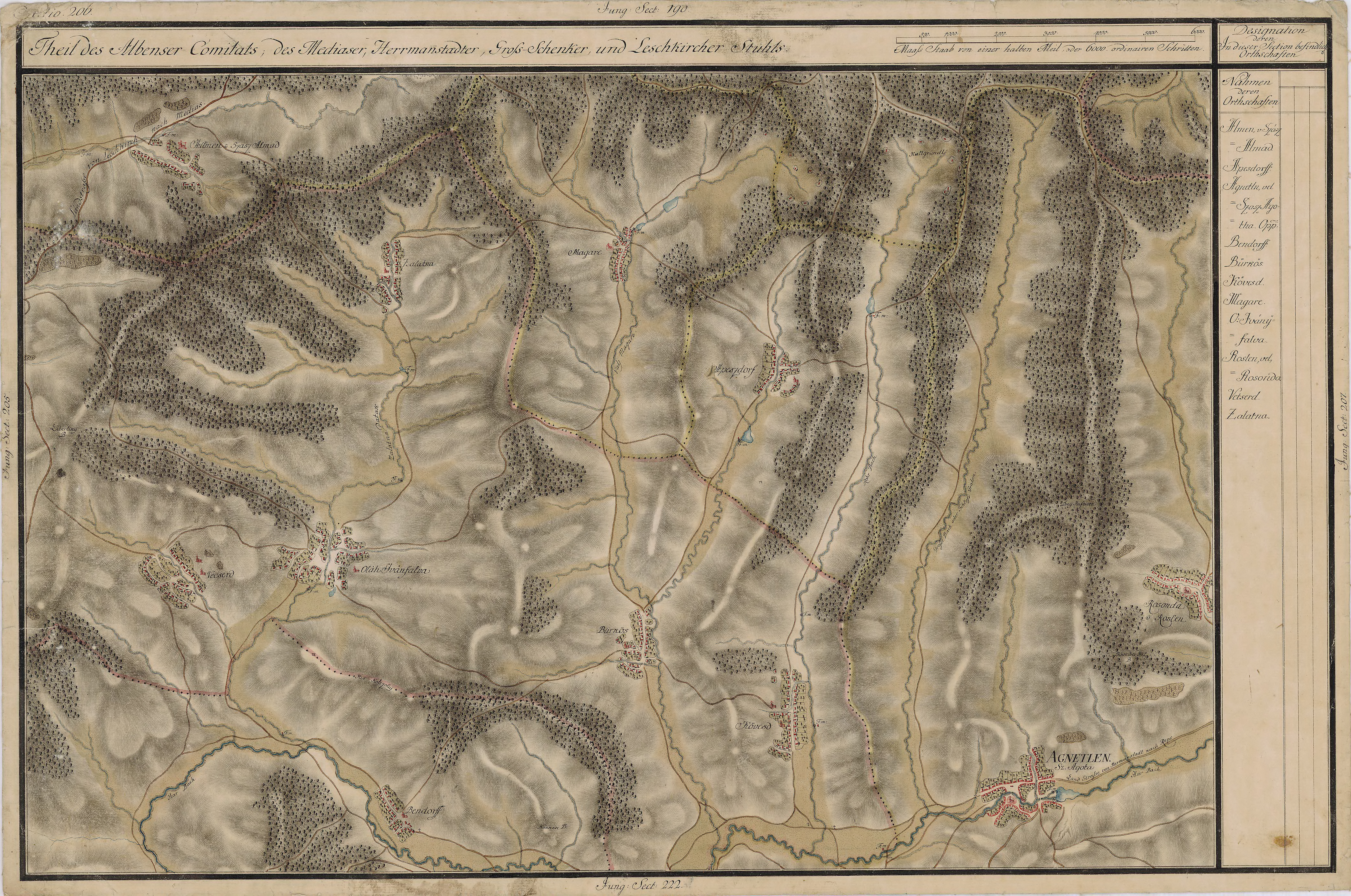
Agnita pe Harta Iosefină a Transilvaniei, 1769-1773
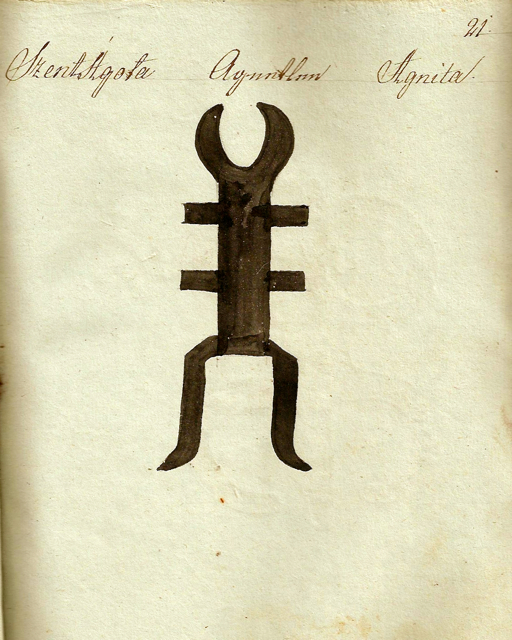
1826 - Dangă săsească pentru însemnarea animalelor
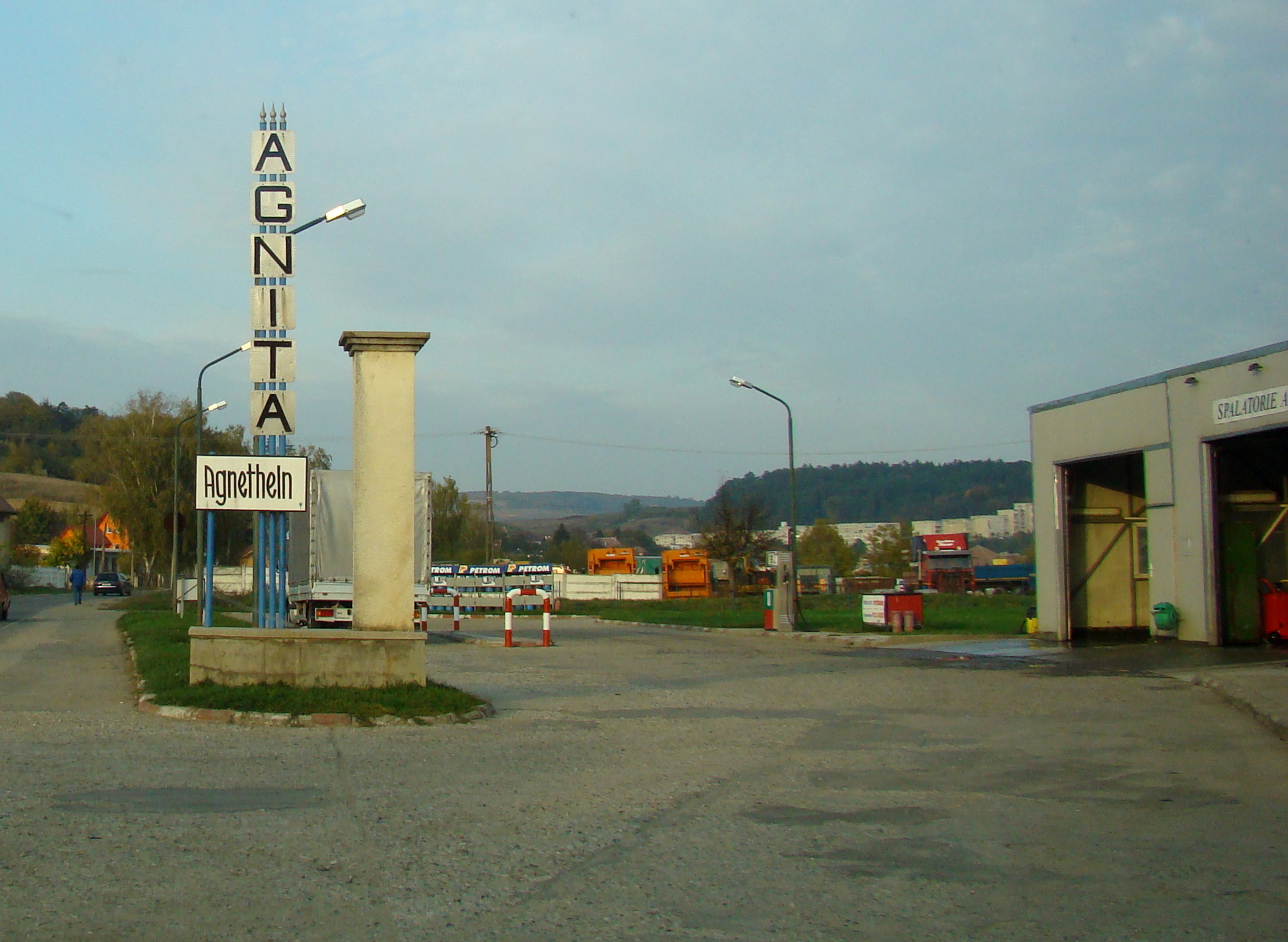
Intrarea în localitate
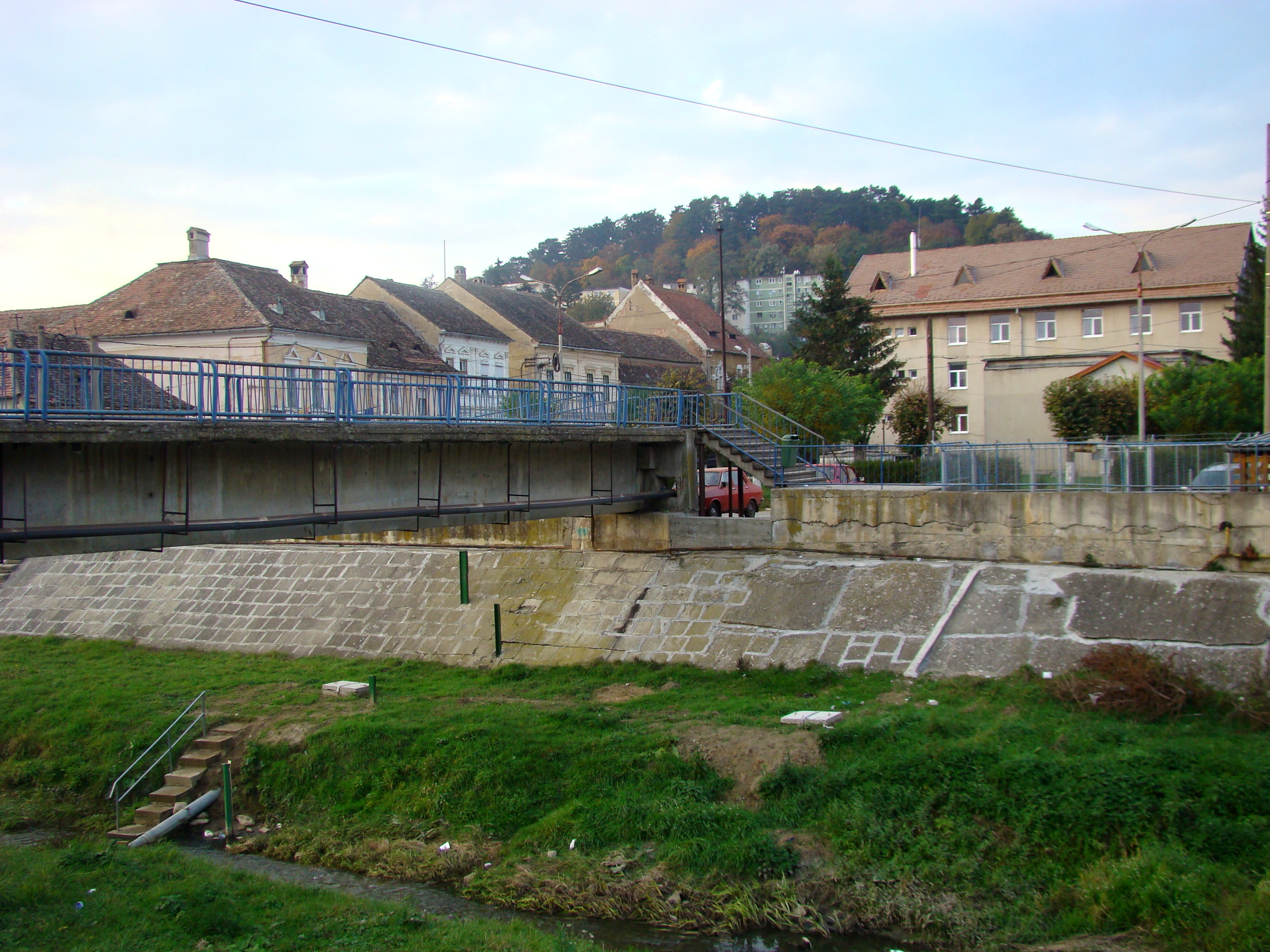
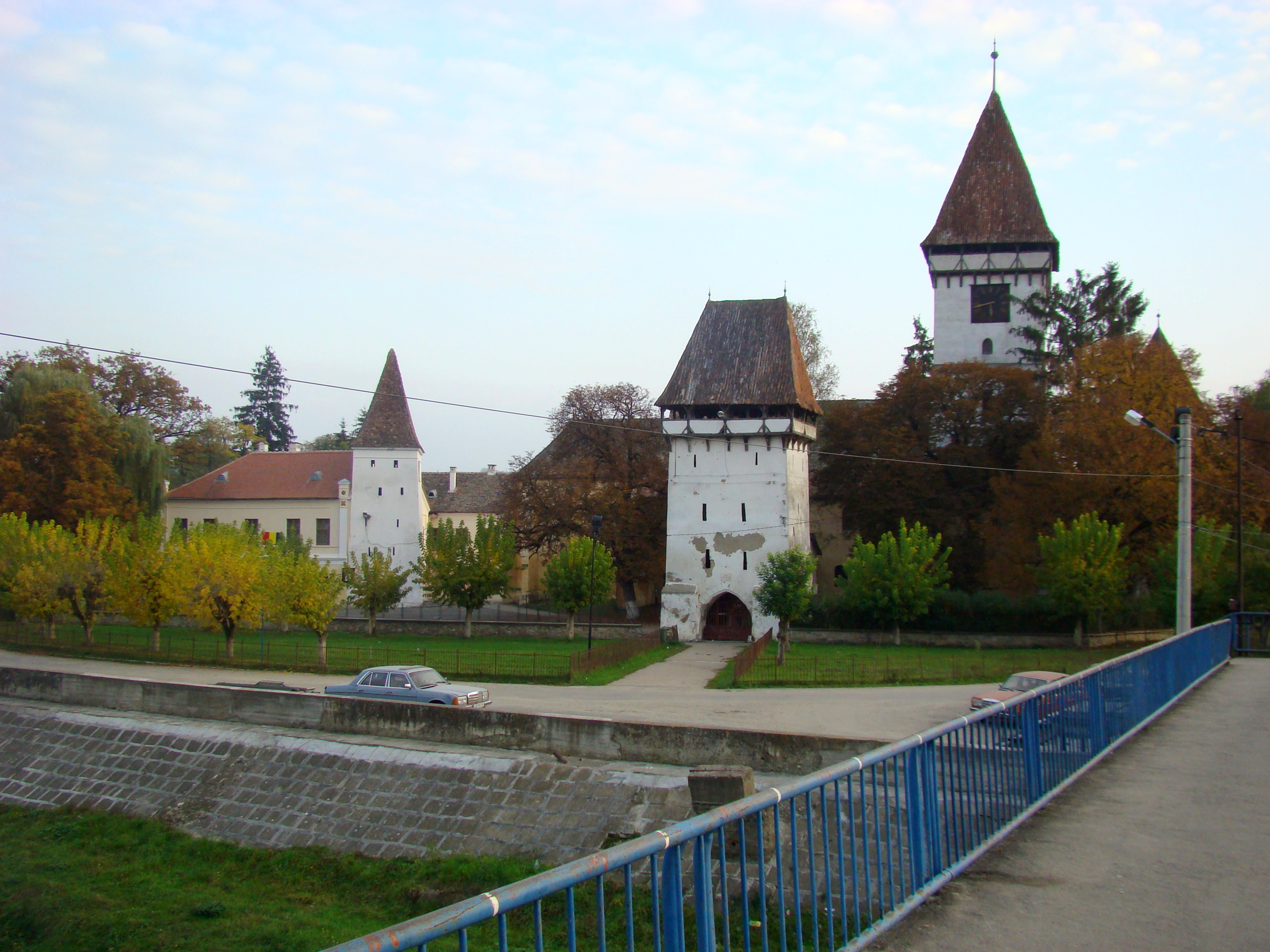
Agnita Biserica Evanghelică Fortificată
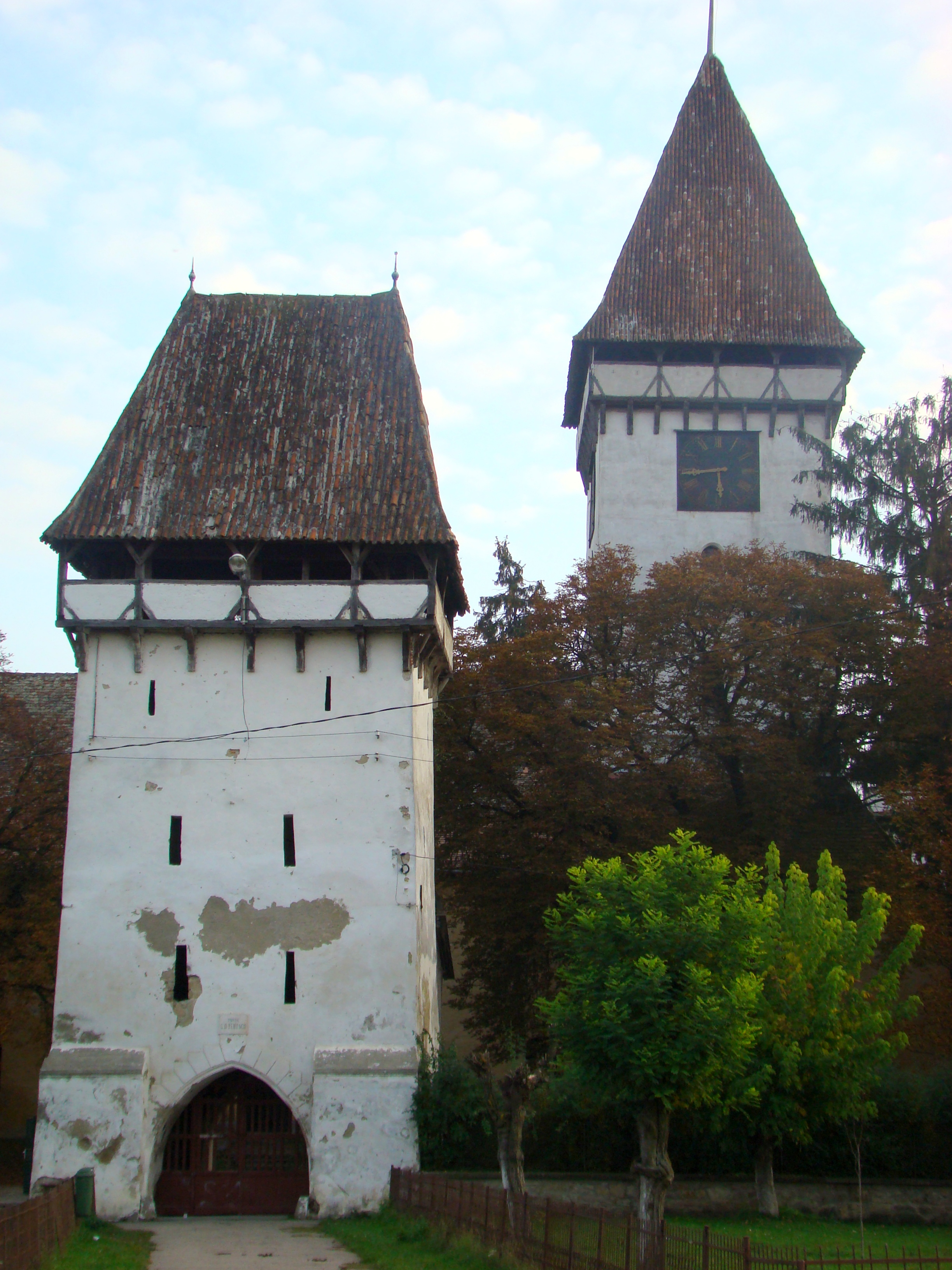
Turnul de poartă
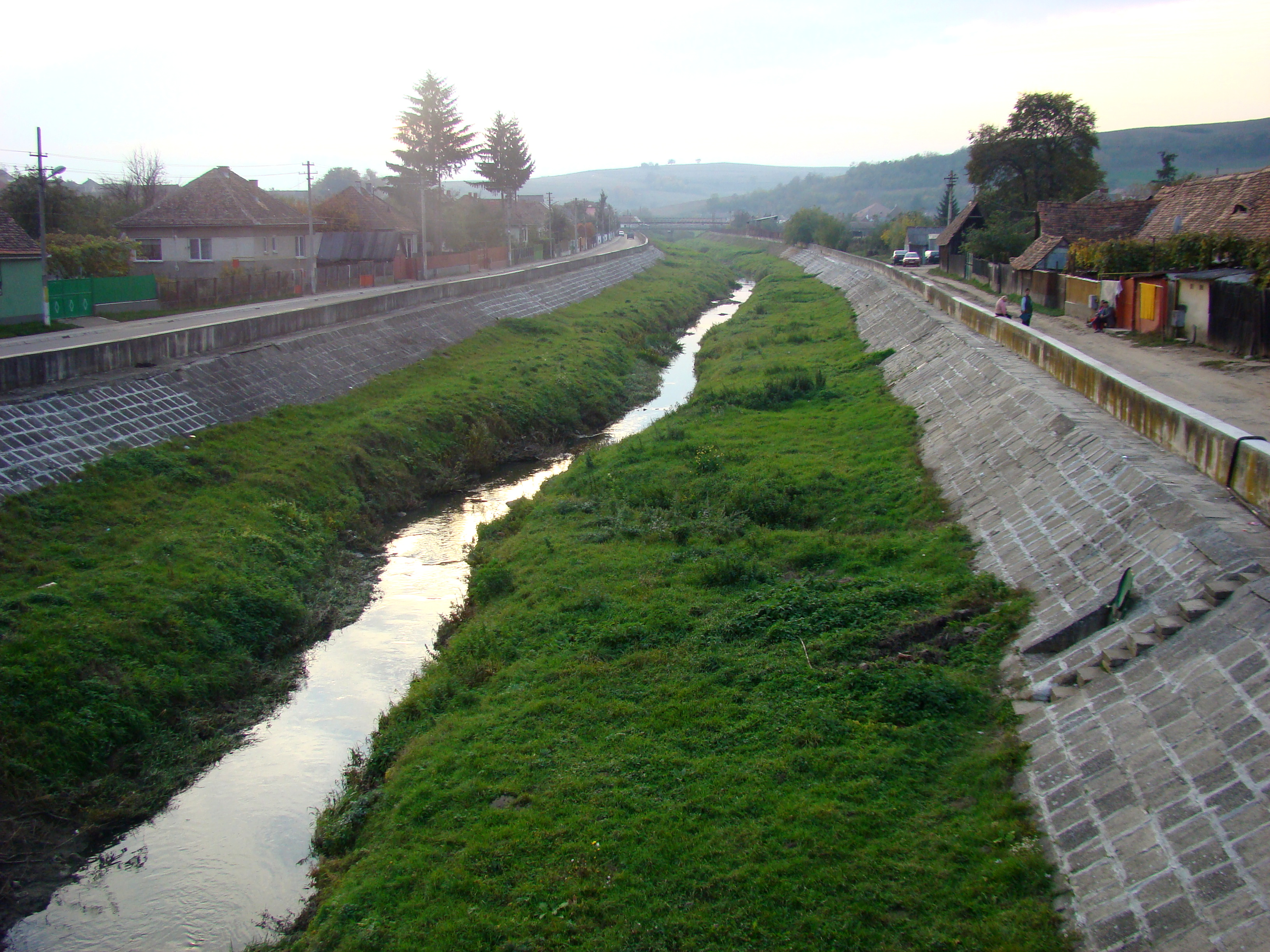
Râul Hârtibaciu
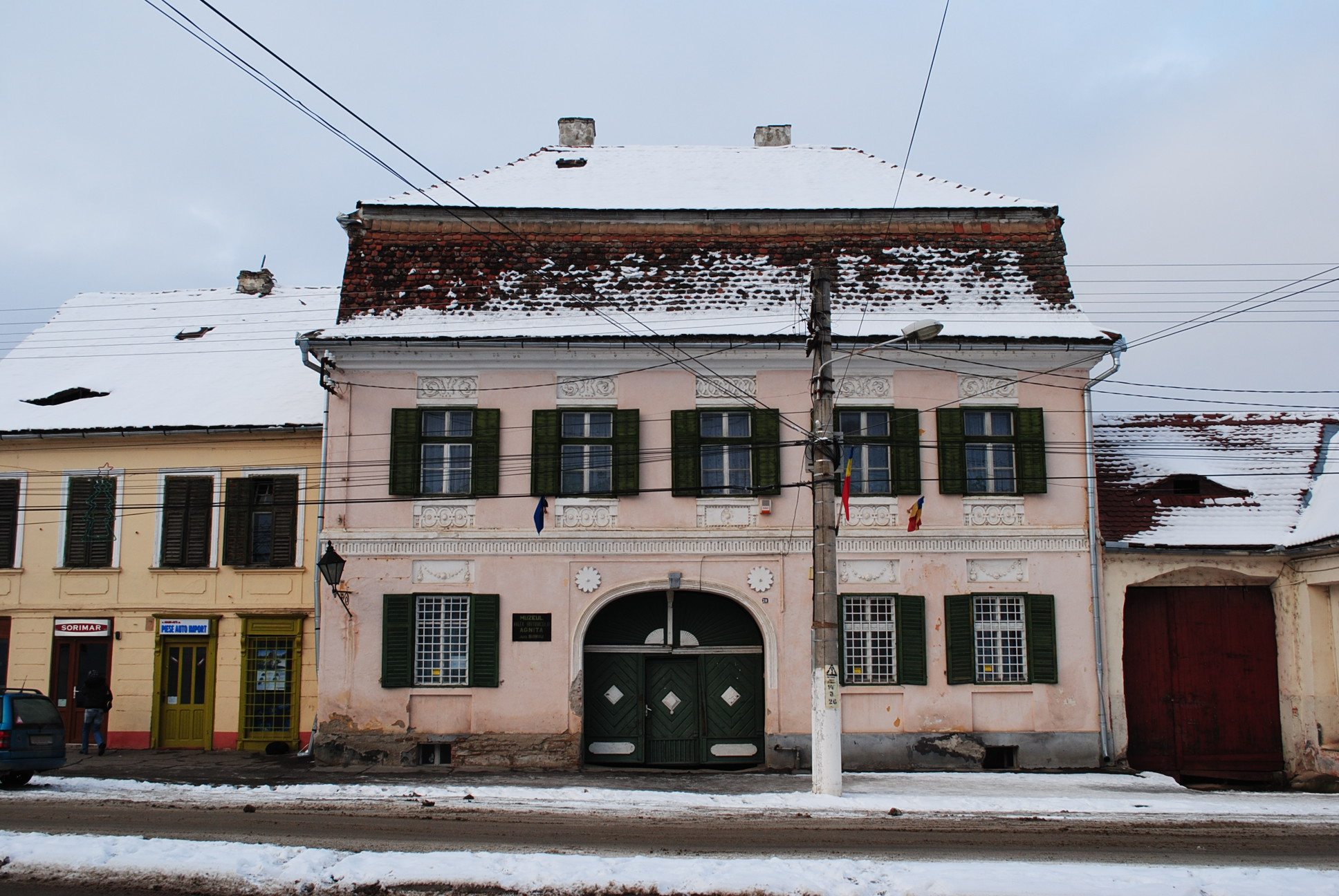
Muzeul văii Hârtibaciului
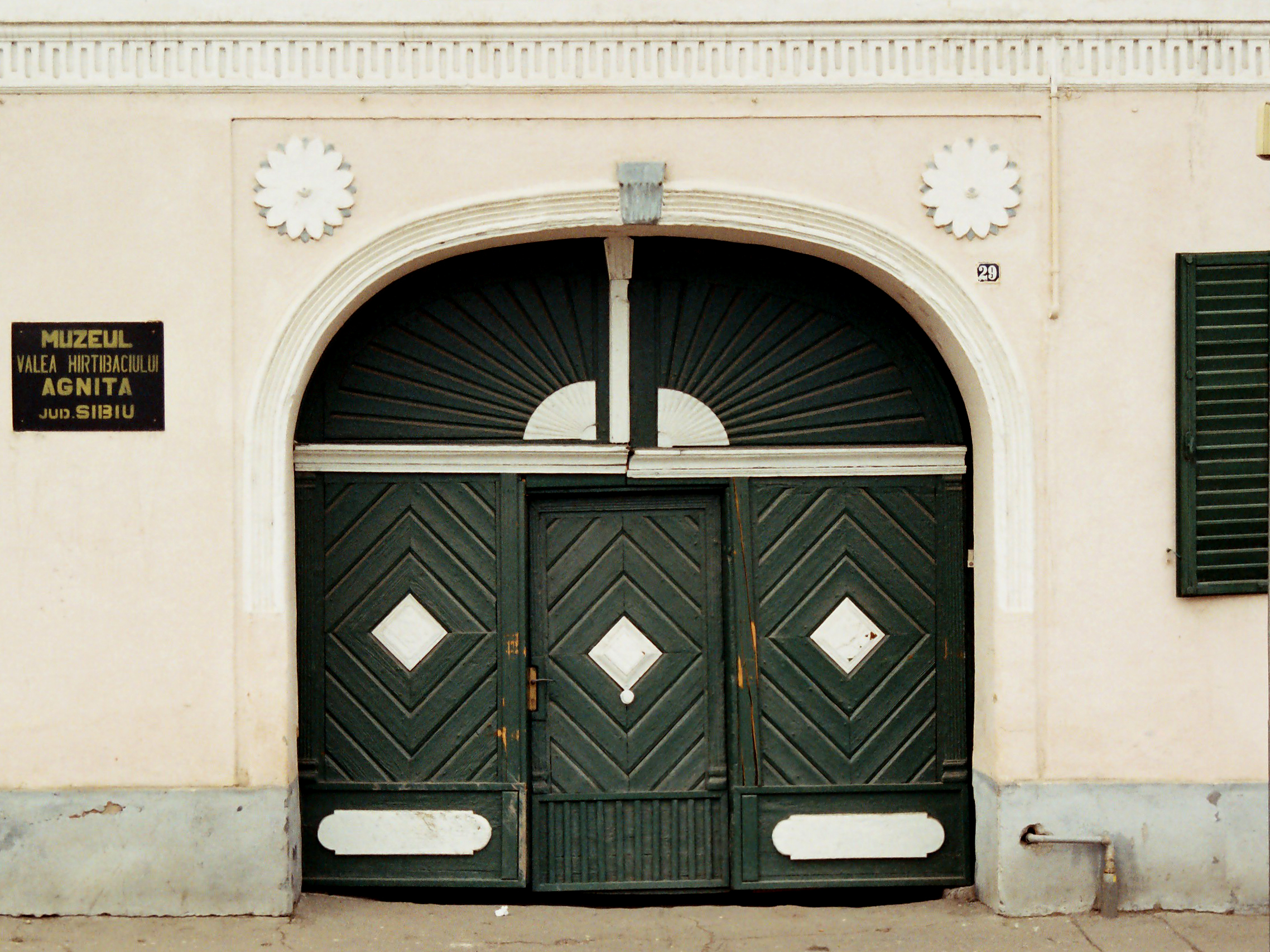
Poarta
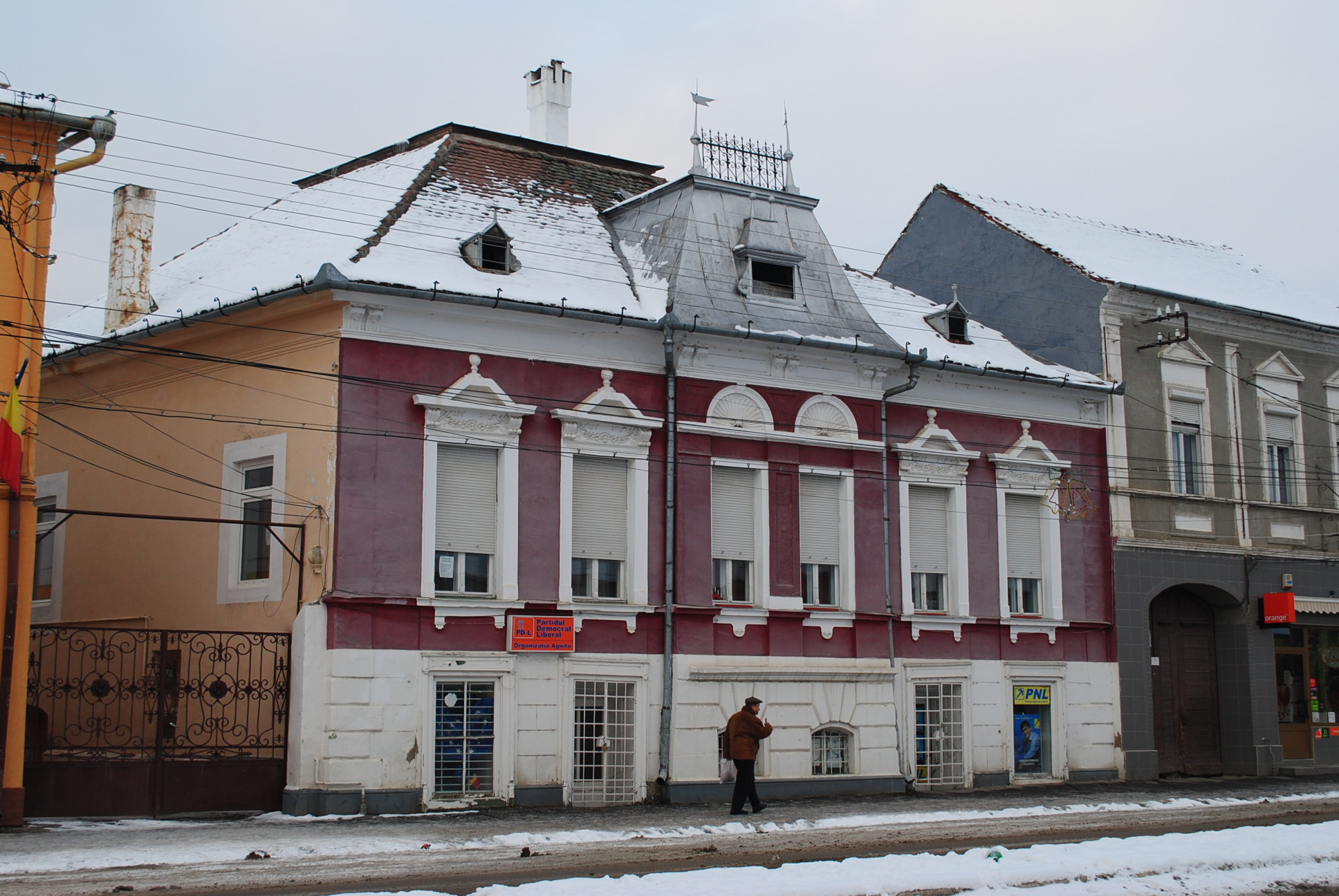
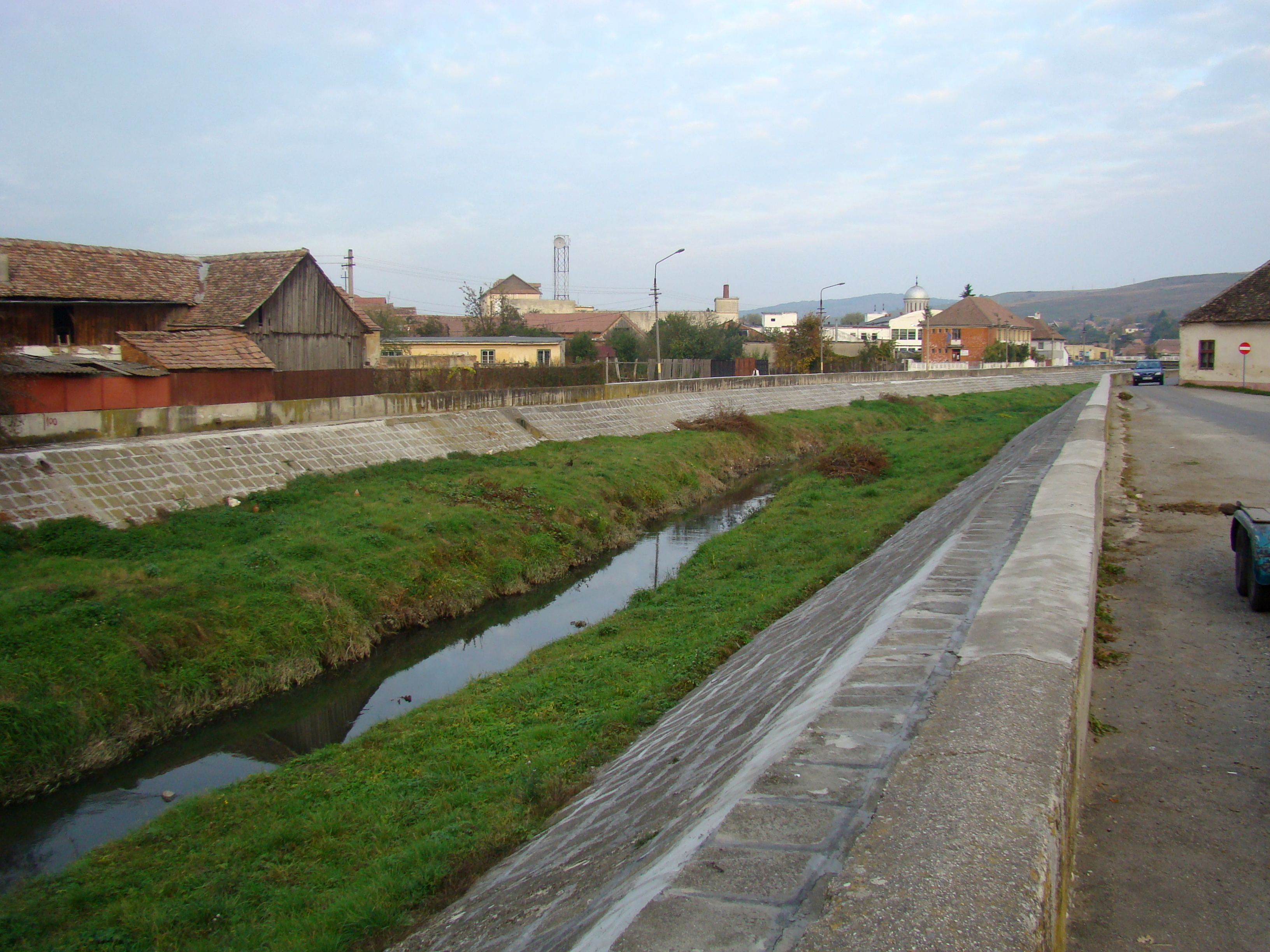
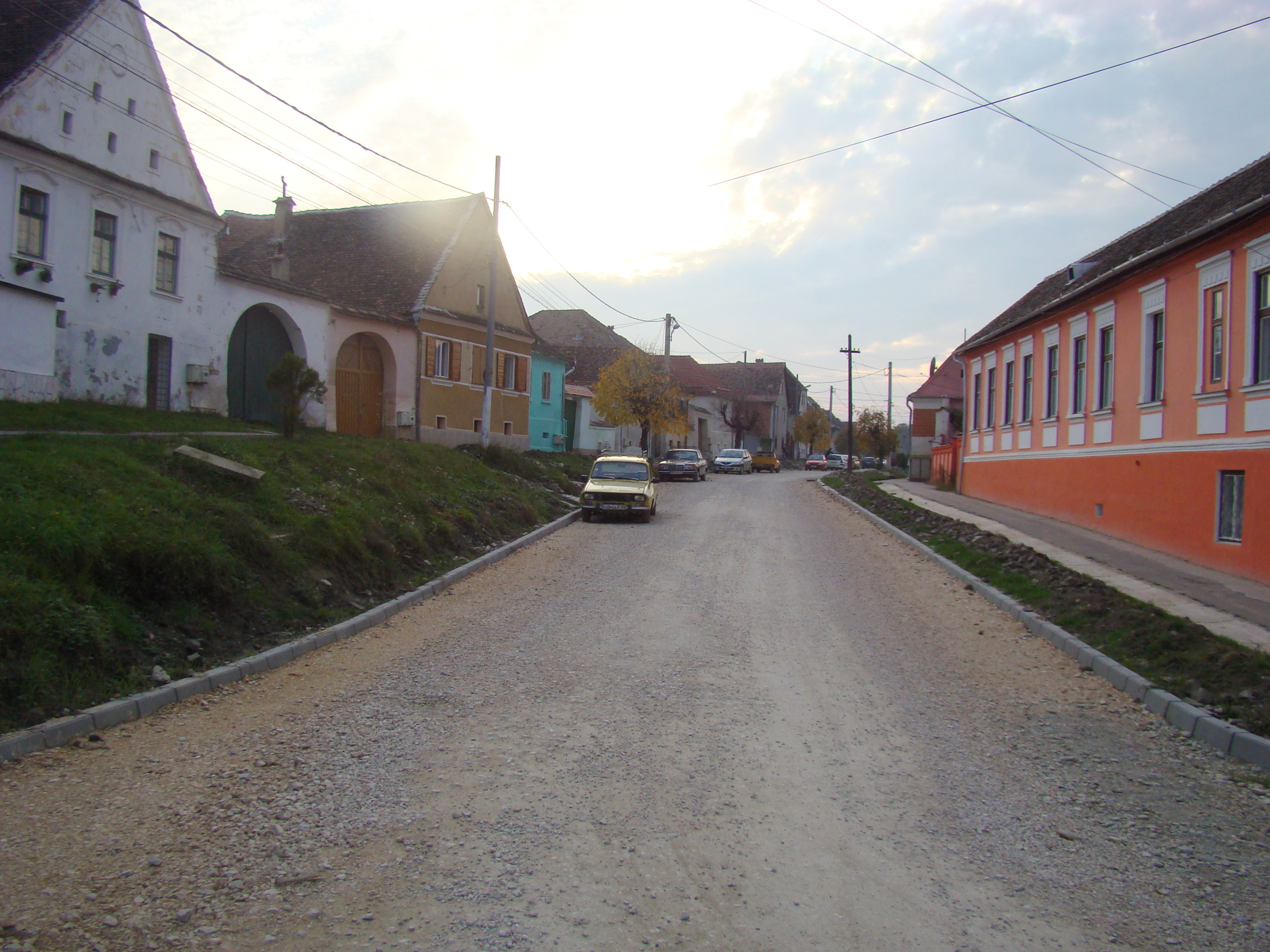
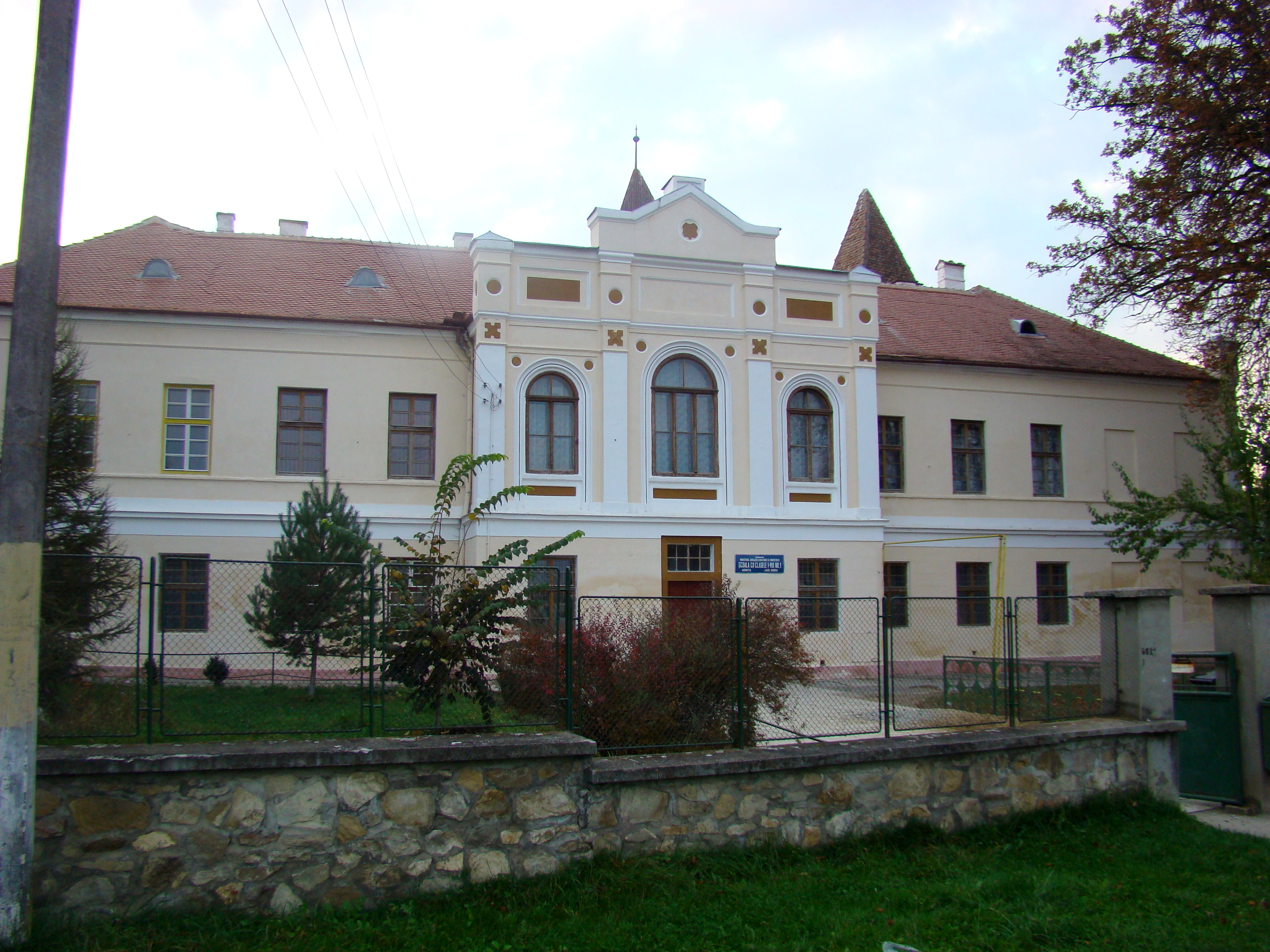
Școala generală nr.1